# La Fàbrega (Sant Hilari Sacalm)
La Fàbrega és una masia de Sant Hilari Sacalm (Selva) inclosa a l'Inventari del Patrimoni Arquitectònic de Catalunya.

## Descripció
Masia aïllada situada al costat esquerre de la carretera Sant Hilari-Viladrau.
De quatre plantes i teulada a doble vessant en teula àrab i ràfec amb fusta.
Totes les obertures són en arc de llinda.
A la planta baixa hi ha dues finestres proteigides per una reixa de ferro forjat i una porta.
Al primer i segon pis hi ha tres finestres amb balcó amb barana de forja.
A la tercera hi ha una galeria amb tres arcs de mig punt i a banda i banda una finestra, també en arc de mig punt i amb balcó amb barana de ferro forjat. A sobre de la galeria hi ha una obertura amb forma de rombe.
A l'interior hi ha una capella d'estil neogòtic, actualment sense culte, dedicada a la Sagrada Família.
Tota la façana està arrebossada i pintada.

## Història
La masia apareix esmentada a la dotació de l'església de Sant Hilari del 1199.
El seu aspecte actual ve donat per una important reforma efectuada al segle xix.